# Franjo Komarica
Mons. Franjo Komarica (* 3. února 1946 Novakovići, okres Banja Luka, Jugoslávie) je bosenskohercegovský římskokatolický kněz a biskup banjalucký.

## Mládí
Narodil se 3. února 1946 v obci Novakovići v chorvatské rodině Ivovi a Ivce Komaricovým, kteří přivedli na svět jedenáct dětí. Základní školu navštěvoval v Banja Luce, poté vstoupil do nižšího semináře v Záhřebu a následně v Đakovu, kde spolu s pozdějším kardinálem Vinkem Puljićem úspěšně odmaturoval. Po absolvování povinné vojenské služby započal svá studia teologie v Đakovu a pokračoval na Teologické fakultě Leopold-Františkově Innsbrucké univerzity.
Na kněze byl vysvěcen 29. června 1972 biskupem Alfredem Pichlerem v trapistickém kostele v Banja Luce. Po vysvěcení odešel dál studovat do Innsbrucku, kde roku 1973 získal magisterský titul a roku 1978 doktorát z liturgie. Kromě teologických studií studoval hudbu a filosofii.
Po dokončení studia byl jmenován profesorem na Vrhbosenské vysoké teologické škole v Sarajevu, kde vyučoval liturgii, pastorační liturgii, pastoraci migrantů a církevní zpěv. Vedl též bohoslovecký a katedrální sbor.
Dne 28. října 1985 jej papež Jan Pavel II. jmenoval pomocným biskupem banjaluckým a titulárním biskupem ze Satafis. Biskupské svěcení přijal 6. ledna 1986 z rukou papeže Jana Pavla II., jemuž byli spolusvětiteli kardinálové Agostino Casaroli a Bernardin Gantin.
Dne 15. května 1989 byl ustanoven diecézním biskupem banjaluckým. Stal se tak nástupcem biskupa Alfreda Pichlera, který vykonával úřad plných třicet let. Oficiálně převzal diecézi 15. července téhož roku.

## Role během bosenské války
Několik let poté co převzal biskupský úřad, celá Bosna a Hercegovina a zvláště banjalucká diecéze se ocitla tváří v tvář ozbrojené srbské agresi. Během války v Bosně a Hercegovině diecéze spadala pod srbskou kontrolu. Přes 220 000 katolíků bylo nuceno uprchnout z oblasti nyní známé jako Republika srbská. Nejméně 400 jich bylo zabito, včetně sedmi kněží a řeholnic. V diecézi banjalucké bylo 98 % kostelů a třetina ostatních církevních staveb zničeno. Jedná se o etnocidu nebo genocidu, řekl biskup roku 1996, protože přítomnost národa, jejich kultura a náboženství bylo vyhlazeno. Všechny rozeznatelné znaky naší existence jsou zničeny: kostely, kláštery, hřbitovy, památky, jména...
Za mimořádně obtížných podmínek bojoval za přežití místního katolického společenství, zároveň ale pomáhal muslimům, kteří byli pronásledováni Srby. Během války, i když byl v domácím vězení a nemohl se pohybovat, snažil se zůstat v kontaktu se svou diecézí. Vysílal například kněze, aby mu podávali informace z různých farností, přičemž se pokoušel navázat kontakt s bosenskosrbskými úředníky. Poslal dopis úředníkům, kde naléhal k zastavení zločinů páchané proti katolíkům v Banja Luce. Na tyto dopisy nikdy nedostal odpověď.
Během války i po ní ve své rezidenci hostil bosenskohercegovské muslimy, věřící Srbské pravoslavné církve a zůstavší chorvatské katolické rodiny.

### Po válce
Po válce byl velkým obhájcem lidských práv a zastánce zachování chorvatské a katolické tradice v Bosně a Hercegovině.
Na jeho žádost zde v roce 2005 založily Misionářky milosrdenství (založené Matkou Terezou) svůj první klášter v Bosně a Hercegovině. Dne 16. listopadu 2005 založil v Banja Luce Evropskou akademii. Také nechal založit Centrum pro život a Rodinu lásky.

## Vyznamenání
- Medaile Roberta Schumana (1997)
- Cena Franze Werfela za lidská práva (2005)
- Velkokříž Velko řádu krále Dmitra Zvonimira (2007)

Roku 2004 byl nominován na kandidáta Nobelovi ceny za mír.